# Peglezen
Peglezen je večnadstropna hiša arhitekta Jožeta Plečnika, ki stoji na trikotnem zemljišču ob križišču Poljanske ceste (ima naslov Poljanska c. 1) in Kapiteljske ulice v Poljanah (Ljubljana).
Zgradba je dobila ime po dejstvu, da zaradi trikotne oblike spominja na likalnik oz. arhaično/pogovorno peglezen. Trenutno je poslovno-stanovanjska zgradba; v neposredni bližini se nahajajo: Pravna fakulteta v Ljubljani, Kapitelj in Alojzijevišče (Teološka fakulteta v Ljubljani).

## Zgodovina
Na tem zemljišču je že predhodno obstajala zgradba, a je bila med ljubljanskim potresom leta 1895 močno poškodovana in posledično so jo morali porušiti.
V začetku 30. let 20. stoletja je Plečnik izdelal načrt za ureditev Vodnikovega trga (v sklopu prenovitve tam ležečega magistrata; današnja zgradba Ljubljanskega lutkovnega gledališča); del prenovitve je vseboval tudi načrt (1932) za trikotno zgradbo. Sam načrt ureditve trga ni bil sprejet, medtem ko pa je načrt zgradbe prevzel mestnega inženirja Matka Prelovška (načelnika mestnega gradbenega urada), ki je naročil gradnjo zgradbe; slednja je potekala med letoma 1934-35. Zgradba, ki ima pritličje in dve nadstropji, je zasnovano razgibano, pri čemer se med seboj nadstropja razlikujejo.

## Opis
Stavba je sestavljena iz stopničasto naloženih, zelo različnih nadstropij. Pročelje obrnjeno na Poljansko ulico ima različne vrste oken. Drugo nadstropje, ki je obrnjena proti Krekovem trgu, ima nekakšen zimski vrt obdan s petimi pari toskanskih stebrov, ki nosijo potlačeno čopasto streho. Loža je zaprta
z velikimi kasetiranimi okni, vpetimi v betonske okvirje. Pročelje proti Kapiteljski ulici je spet drugačno, okna so razvrščena bolj razgibano. Zanimivo je tudi stopnišče v notranjosti zgradbe z diagonalno postavljenimi stopniščnimi ramami, ki se proti vrhu izmenično ožijo oziroma širijo. V pritličju so lokali, nad njimi pa stanovanja z zastekljenim ateljejem.
Pred čelno stranjo zgradbe se nahaja tudi visok leseni zastavni jambor na okroglem podstavku, ki je pobarvan v barvah trobojnice. Slednji je bil leta 1989 obnovljen.
Leta 2009 sta bila zgradba in jambor, kot Plečnikovo delo, razglašena za kulturni spomenik državnega pomena.